# Chiesa bizantina cattolica di Croazia e Serbia
La Chiesa bizantina cattolica di Croazia e Serbia è una Chiesa sui iuris di rito bizantino in comunione con Roma.
La liturgia fa uso della lingua slava ecclesiastica e dell'alfabeto cirillico.

## Storia

### Storia recente
Prima della dissoluzione della Jugoslavia, l'eparchia di Križevci, in Croazia, aveva giurisdizione sui fedeli greco-cattolici delle repubbliche di Croazia, Serbia, Montenegro, Macedonia e Bosnia Erzegovina; i suoi fedeli si potevano trovare soprattutto tra gli abitanti della Croazia centrale e orientale, della Macedonia, e tra i ruteni e gli ucraini della Croazia orientale, della Bosnia settentrionale e della Serbia settentrionale.
Dopo la formazione delle repubbliche indipendenti da quella che era stata la Jugoslavia, nel 2001 fu istituito l'esarcato apostolico di Macedonia, con giurisdizione sui fedeli di rito bizantino residenti in Macedonia, elevato nel 2018 a eparchia della Beata Maria Vergine Assunta in Strumica-Skopje, che ora costituisce la Chiesa sui iuris greco-cattolica macedone.
Il 28 agosto 2003 fu eretto un altro esarcato per i greco-cattolici in Serbia e Montenegro, chiamato esarcato apostolico di Serbia e Montenegro, ricavandone il territorio dall'eparchia di Križevci; il primo esarca, Đura Džudžar, stabilì la sua sede a Ruski Krstur. A seguito del decreto Attenta norma della Congregazione per le Chiese orientali emesso il 19 gennaio 2013, la giurisdizione dell'esarca è stata ridotta ai soli fedeli della Serbia, mentre la giurisdizione sui cattolici di rito bizantino in Montenegro è stata affidata ai vescovi locali di rito latino. Il 6 dicembre 2018 l'esarcato è stato elevato ad eparchia, con il nome di San Nicola di Ruski Krstur.

## Struttura
- Eparchia di Križevci, in Croazia, Slovenia e Bosnia ed Erzegovina, suffraganea dell'arcidiocesi latina di Zagabria;
- Eparchia di San Nicola di Ruski Krstur, in Serbia e Kosovo, immediatamente soggetta alla Santa Sede.